# Franco Petri Burgersdijk

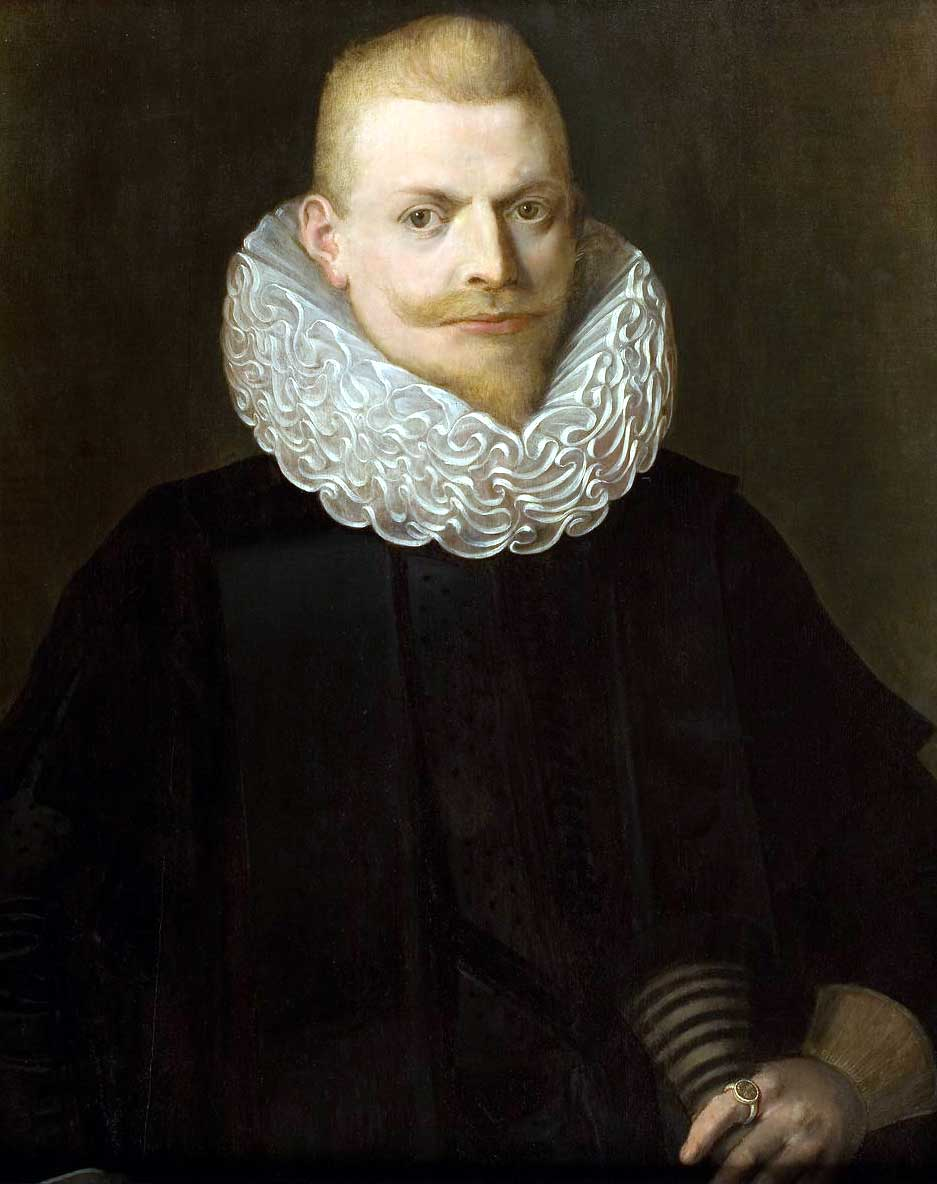
Franco Petri Burgersdijk

Franco Petri Burgersdijk (auch: Burgersdick, Burgersdicius; * 3. Mai 1590 in De Lier in Delfland; † 19. Februar 1635 in Leiden) war ein niederländischer Philosoph, Logiker und Physiker.

## Leben
Franco Petri Burgersdijk war Sohn von Peter Burgersdijk und dessen Ehefrau Katharina. Er besuchte ab 1604 die Lateinschule in Amersfoort und 1606 die Lateinschule in Delft. Am 6. Mai 1610 immatrikulierte er sich an der Universität Leiden, wo er die Vorlesungen von Daniel Heinsius in Griechisch, bei Dominicus Baudius und bei Petrus Cunaeus zu den römischen Altertümern und Geschichte, bei Johannes Polyander a Kerckhoven zur Theologie und bei Gilbert Jaccaeus (1585–1628) zur Philosophie besuchte. Nach einer Reise durch Frankreich und Deutschland verbrachte er ein halbes Jahr lang in dem protestantischen Kolleg in Samur, wo er die Vorlesungen von Marcus Duncan de Cerisantes hörte und ab 1614 denen von Philippe Duplessis-Mornay zur Philosophie. 
Als Caspar van Baerle als Subregent des Staaten-Collegs in Leiden sein Amt niedergelegt hatte, erhielt er am 20. Juli 1619 dessen Stelle und wurde am 25. März 1620 außerordentlicher Professor der Logik (Rhetorik) an der Universität Leiden. Am 31. März 1620 erwarb er den akademischen Grad eines Magisters der Philosophie. Man übertrug ihm im Oktober 1620 zudem die außerordentliche Professur der Ethik. Am 8. Februar 1621 übernahm er die ordentliche Professur der Logik (Rhetorik) sowie der Ethik und er hatte am 9. Mai 1628 die Professur der Naturkunde (Physik) sowie der Rhetorik übernommen. In der Eigenschaft als Leidener Hochschullehrer beteiligte er sich auch an den organisatorischen Aufgaben der Hochschule und war 1629, 1630 sowie 1634 Rektor der Alma Mater. Seine Lehrbücher stilisieren ihn zu einer dominanten Figur in der niederländischen Scholastik. Sie wurden auch nach seinem Tod postum veröffentlicht und noch lange verwendet. 
Er war verheiratet mit Ursula, einer Tochter des mehrfachen Leidener Bürgermeisters Jacob Wilhelmssohn Verboom, aus welcher Ehe zwei Kinder stammten. Sein Sohn Peter wurde an der Leidener Hochschule Kurator.

## Werke

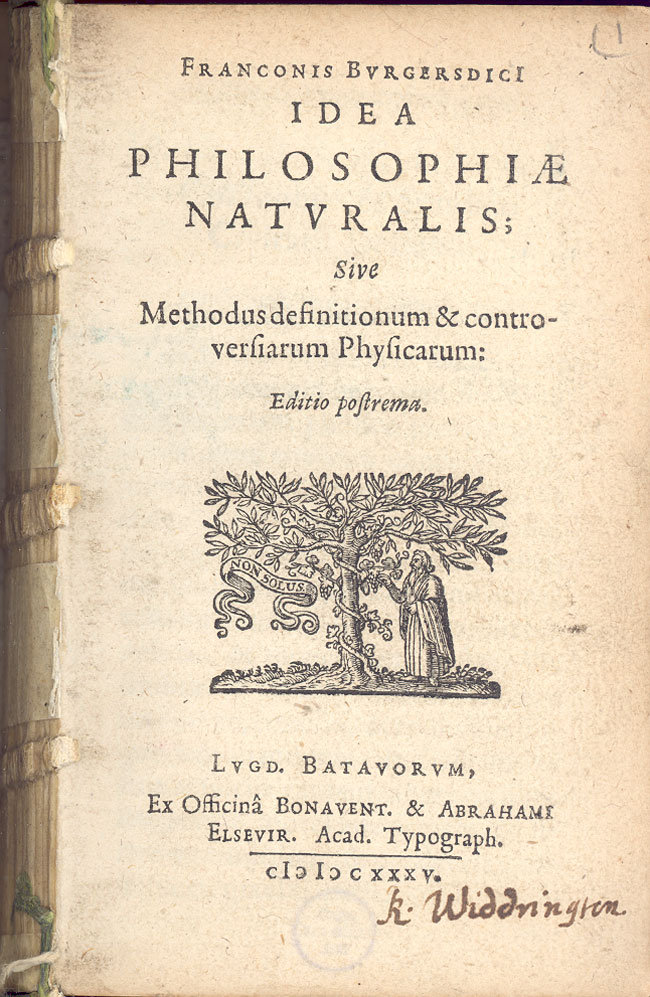
Idea philosophiae naturalis
(Leiden, Elzevier, 1635)

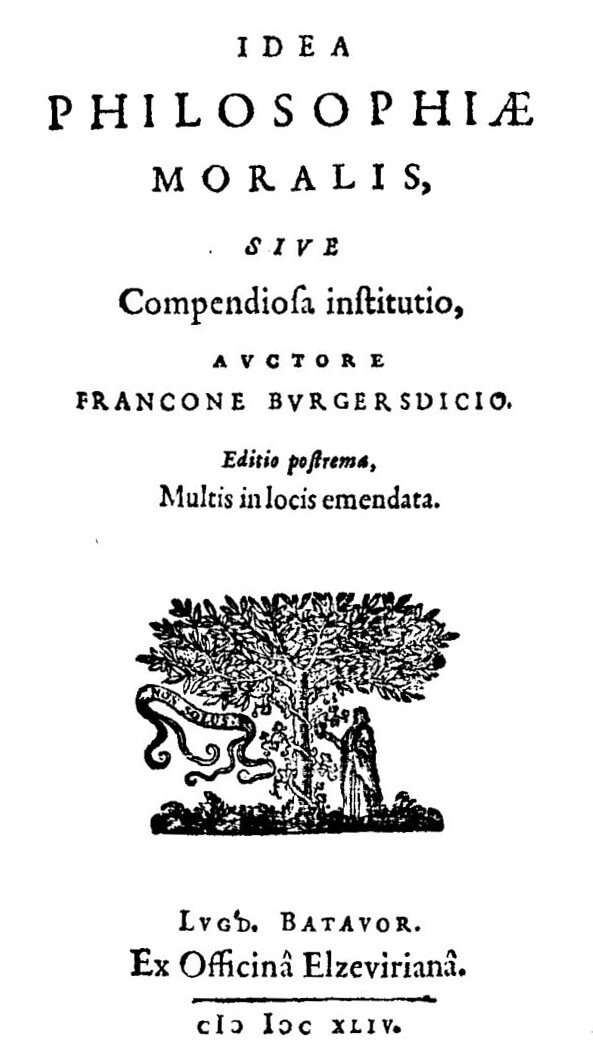
Idea philosophiae moralis, 1644

- Idea philosophiae naturalis. Leiden 1622, 1627, 1635, 1640, 1645, 1648, 1652; Amsterdam 1657, 1648, 1657
- Idea philosophiae moralis. Leiden 1623, 1629, 1635, 1640, 1644
- Institutionum logicarum libri duo. Leiden 1626, 1635, 1646
- Sphaera Johannis de Sacro Bosco. Leiden 1626, 1639, 1647, 1656
- Institutiones physicae. Leiden u. Amsterdam 1649
- Collegium physicum. Leiden 1637, 1642
- Idea oeconomicae et politicae doctrinae. Leiden 1644, 1649, 1657
- Institutionum metaphysicarum libri duo. Leiden 1647, 1653, 1657

## Weblink
- Burgersdijk im Professorenkatalog der Universität Leiden

| Personendaten    | Personendaten                                    |
| ---------------- | ------------------------------------------------ |
| NAME             | Burgersdijk, Franco Petri                        |
| ALTERNATIVNAMEN  | Burgersdick, Burgersdicius                       |
| KURZBESCHREIBUNG | niederländischer Philosoph, Logiker und Physiker |
| GEBURTSDATUM     | 3. Mai 1590                                      |
| GEBURTSORT       | De Lier in Delfland                              |
| STERBEDATUM      | 19. Februar 1635                                 |
| STERBEORT        | Leiden                                           |